# Plaisance (Italie)
Pour les articles homonymes, voir Plaisance.
Plaisance (en italien : Piacenza) est une ville italienne, chef-lieu de la province de Plaisance en Émilie-Romagne.

## Géographie
Placée à la limite de l'Émilie-Romagne et de la Lombardie, la ville subit la forte attraction de Milan, notamment sur le plan économique. Elle constitue un important nœud ferroviaire et autoroutier. Elle est située à 61 m d'altitude, à l'endroit où le Pô reçoit son affluent le Trebbia. À 15 km au sud apparaissent les collines, le relief s'élève ensuite vers l'Apennin ligure.
Plaisance est limitrophe des communes de Calendasco, Caorso, Caselle Landi (LO), Corno Giovine (LO), Sarmato, Gossolengo, Gragnano Trebbiense, Podenzano, Pontenure, Rottofreno, San Rocco al Porto (LO) et Santo Stefano Lodigiano (LO).
Les frazioni de Plaisance sont San Bonico, Pittolo, La Verza, Mucinasso, I Vaccari, Montale, Borghetto, Le Mose, Mortizza, Gerbido Roncaglia et Vallera.

## Histoire

### L'époque romaine
La ville est fondée en 218 av. J.-C. comme colonie militaire romaine, sous le nom de Placentia. Elle est aussitôt menacée par les Gaulois Boïens révoltés lors du passage d'Hannibal dans la plaine du Pô. C'est à proximité de la ville (le long des rives de la Trebbia) que ce dernier inflige une cuisante défaite aux Romains lors de la bataille de la Trébie. Un autre affrontement indécis opposa Carthaginois et Romains en 217 av. J.-C. (bataille de Plaisance).
À Plaisance en 456, Ricimer, commandant des forces armées romaines, renversa l'empereur Avitus. Il épargna Avitus et lui permit de devenir évêque de Plaisance.

### Moyen Âge

#### La fin de l'Empire
Plaisance, depuis l’époque de la République romaine, fait partie de la province de l’Aemilia, ou Émilie. Nommée à partir du nom de la voie romaine qui reliait Plaisance à Rimini, cette province a subi les troubles militaires de nombreux évènements. Se succèdent en à peine un siècle, Empire romain d'Occident, royaume Ostrogoth, Empire romain d’Orient (Exarchat de Ravenne), et invasion lombarde. Plaisance, dans la plaine du Pô, bénéficie d’un climat agréable, de terres fertiles et est également un endroit stratégique d’un point de vue militaire. Tout juste à l'abord de la Lombardie, son sort peut s’apparenter à celui de villes comme Pavie ou Milan.
Dans les dernières années de l’Empire romain d’Occident, Oreste, général puis patrice romain, dépose l’empereur Julius Nepos en 475 et place son fils Romulus Augustule sur le trône de l’Empire. Ce dernier sera, au bout d’à peine dix mois, déposé à son tour par un chef barbare de Pannonie au service de l’Empire, Odoacre. C’est à Plaisance qu’eut lieu l’emprisonnement du dernier empereur d’Occident. Oreste est ensuite tué par Odoacre, qui prend le titre de patrice romain, et Romulus Augustule est envoyé en exil.

#### L'époque des Ostrogoths
La chute de l’Empire romain d’Occident provoqua, dans la ville de Plaisance et les territoires environnants, des jours plus sombres. Construite à des fins militaires, elle tombe d’abord en désuétude, puis est soumise au pillage et au brigandage des invasions successives de la péninsule. À la demande de l’empereur d’Orient Zénon (empereur byzantin), Théodoric le Grand, alors roi des Ostrogoths, attaque les positions du roi Hérules en Italie. Après plusieurs années de combats et de sièges, le roi ostrogoth sort vainqueur de cette lutte et assassine Odoacre. Théodoric le Grand gouverne la botte italienne et au-delà, dans un respect et une bonhomie exemplaire de la culture romaine. Il installe sa capitale à Ravenne et règne depuis celle-ci, en Italie du Nord, où il meurt en 526. Trente années s'écoulent, et un relatif climat de paix éclaire alors l’Italie ostrogothique. De confession arienne, les Ostrogoths vivent en harmonie avec les Romains, qui peuvent conserver leurs institutions et leurs cultes religieux, preuve de tolérance de la part de leur envahisseur. La province d’Émilie, et donc Plaisance, était une partie intégrante du royaume ostrogoth et celle-ci était alors devenue, par simple état de fait, une entité indépendante de l’Empire. Comme bon nombre de grandes villes jadis florissantes sous le règne impérial, son activité et sa population décroît, mais elle reste toutefois un point économique crucial. Directement sur le Pô, Plaisance pouvait relier Pavie, Crémone, et pouvait également atteindre Ravenne, Venise et l’orient.
De courte durée, le calme s’éclipse et le sol italien devient alors le théâtre de deux décennies de guerres qui opposent les forces ostrogothiques aux troupes de l’empereur d’Orient Justinien qui tente une reconquête de la péninsule. Cet épisode se nomme la Guerre des Goths (535-553). Les Byzantins reprennent peu à peu le contrôle de l’Italie et, une fois vainqueurs, créent l’exarchat de Ravenne pour succéder au royaume ostrogoth. L’exarchat, qui comprend les actuelles provinces de Lombardie, d’Émilie-Romagne, de Vénétie et presque toute la péninsule, est finalement une province byzantine en occident, servant de zone tampon entre l’empire d’Orient et les royaumes francs. La présence byzantine en Italie du Nord apporte définitivement son lot d’influence culturelle sur les territoires arrachés aux Ostrogoths. On assiste en Italie du Nord à un mélange culturel fort intéressant ; un fond de culture latine, teintée de l’influence germanique du dernier siècle, mélangée aux apports byzantins.

#### Sous les Lombards
L’invasion lombarde, la plus tardive des invasions barbares, arrive à s'imposer sur le territoire byzantin d'Italie et se taille son propre royaume. Elle apporte également son lot d’influence culturelle. Les lombards, peuple d'origine germanique, déferlent sur l'Italie dès le VIe siècle et prennent possession du nord de l'Italie : Milan, Pavie, Plaisance tombent sous domination lombarde. Ils s’étendent sur presque toute la péninsule, dotant la vie italienne d’apports culturels, spirituelles et juridiques propres à leurs origines. Refusant d’adhérer aux structures romaines existantes, les Lombards occupent les positions de pouvoir politique et militaire, reléguant la bureaucratie et le pouvoir spirituel aux Latins. Ils perpétuent le droit lombard et influence fortement le vocabulaire italien : les noms de ville comportant le suffixe engo sont généralement des anciens centres de peuplement lombard (ex. Gosselengo). Les Lombards se convertissent au christianisme en 607, pendant le règne de Agilulf (590-616).
Fait notable : en 612, le moine irlandais Saint Colomban fonde un monastère à Bobbio, tout près de Plaisance, qui sera d’une importance capitale pour l’instruction et la profession chrétienne. Plaisance, qui est sous le règne lombard la capitale du duché éponyme, débute ainsi une lente remontée économique. Refusant toujours l’autorité du Saint-Siège, le royaume lombard voit ses relations avec la papauté embrouillées et ces tensions spirituelles seront au cœur du conflit qui opposera lombards et francs.

#### Au temps des Carolingiens
Au VIIIe siècle, la papauté s’est faite de la dynastie carolingienne une précieuse alliée. Cette dernière ayant déposé la dynastie mérovingienne, qui régnait précédemment, fait appel au pape pour légitimer son ascension au pouvoir. La papauté voit une excellente opportunité d’un retour de faveur en tentant d’obtenir la fidélité spirituelle des lombards. Elle fait appel aux Carolingiens lorsque les Lombards entreprennent la conquête des territoires de l’Exarchat de Ravenne qui résistaient encore. Pépin le Bref, père du célèbre Charlemagne, répond à l’appel d’Étienne II et assiège Pavie à deux reprises, ce qui se solde par deux victoires franques. Quelques années plus tard, le roi lombard Didier tente de se soustraire à l’autorité carolingienne mais une fois de plus, le Rex Francorum, désormais Charlemagne, met le siège devant Pavie et écrase les derniers îlots de résistance lombards.
L’arrivée des Carolingiens en Italie marque une fin progressive du royaume lombard en soi. La culture, la langue et la société lombarde survit un certain temps à la présence franque en Italie, mais une fois Charlemagne couronné empereur et roi des Lombards, ils sont peu à peu latinisés et deviennent finalement de culture italienne. Les lombards laissent toutefois un héritage culturel qui perdure pendant plusieurs siècles. Plaisance sera désormais un comté, administré par des familles franques et lombardes tels que les Gandolfinigi et les Obertenghi aux Xe et XIe siècles.

#### Le comté
Le premier comte de Plaisance, et du même coup le premier comte d'Italie du Nord est Aronius, nommé en 799. En quelques générations à peine, soit vers le règne comtale de Wifred I entre 843 et 870, Plaisance, la province d'Émilie et toute l’Italie du Nord se voit consolidé et bien fixé dans le giron des Supponides qui tiennent alors les rênes du Regnum Italicum. Viennent ensuite les Bosonides à la tête de l’Italie. En 930, Gandolf devient comte de Plaisance et donnera son nom à la dynastie Gandolfinigi qui occupe le poste jusqu’au XIe siècle. Les Obertenghi accèdent ensuite à la dignité comtale de Plaisance avant que le comté passe sous la sphère d’influence ottonienne du Saint-Empire romain germanique. C'est à ce moment que débutent les tensions et les rivalités entre les villes, si caractéristiques de l'Italie, et plus particulièrement celles entre les partisans de l'empereur, les Guelfes, et ceux qui soutiennent la papauté, les Gibelins.

### Après l'an mil
En 1095, elle est le siège du concile de Plaisance, à l'origine de la première croisade. Au Moyen Âge, Plaisance fait partie du Saint-Empire romain germanique et adhère à la Ligue lombarde.
En 1253, à la suite de l'appel au secours des gibelins, le seigneur et condottiere Ubertino Landi prend le contrôle de la ville. Banni en 1257, il revient au pouvoir en 1260 et l'exerce sans partage jusqu'à la bataille de Bénévent en 1266 qui voit le triomphe des guelfes.

### Renaissance et temps modernes

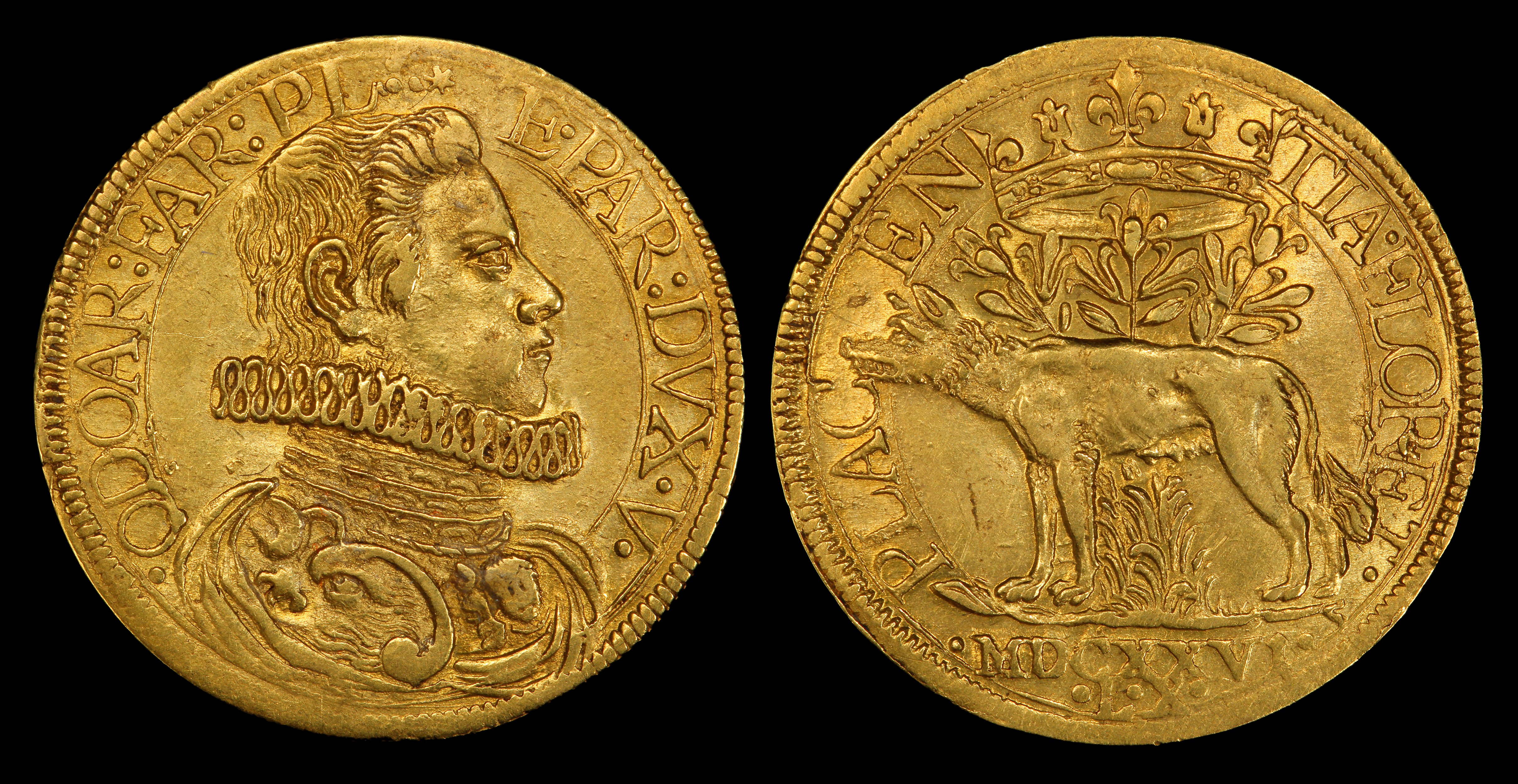
Deux doppies en or (1626) représentant Odoardo Farnese (avers) et Placentia floret (« Piacenza s'épanouit ») (rev).

Cédée à la papauté à l'issue des guerres d'Italie, elle est unie à Parme en 1545 au sein du duché de Parme et Plaisance, sous la domination de la famille Farnese, puis passe aux Bourbons en 1732.
En 1796, Bonaparte trompe le général autrichien Beaulieu et traverse le Pô à Plaisance le 7 mai, ce qui lui permet de s’emparer d’approvisionnements, de forcer Beaulieu à la retraite, et de remporter le 10 mai la bataille du pont de Lodi. Le 2 mai 1799, la ville tombe au pouvoir des troupes austro-russes. Le 6 juin 1800, la ville est prise par les troupes françaises du général Murat. En 1802, la ville fut annexée à la République française ; en 1816, le congrès de Vienne installa l'ex-impératrice Marie-Louise d'Autriche à la tête du duché.
En 1848, Plaisance fut la première ville d'Italie à demander par plébiscite son annexion au royaume d'Italie naissant, et revendique encore aujourd'hui le titre de Primogenita (première née ou aînée).
Au cours de la Seconde Guerre mondiale, la ville fut lourdement frappée par les bombardements qui détruisirent le pont ferroviaire, la gare, l'hôpital et l'usine d'armement, tandis qu'en dehors de la ville, divers groupes de résistants prirent part aux combats contre l'armée allemande.
Ces dernières années, la ville connaît de grands chantiers urbanistiques, et se développe rapidement.

## Administration
| Période                                  | Période  | Identité          | Étiquette     | Qualité |
| ---------------------------------------- | -------- | ----------------- | ------------- | ------- |
| 2002                                     | 2012     | Roberto Reggi     | La Margherita |         |
| 2012                                     | 2017     | Paolo Dosi        | PD            |         |
| 2017                                     | 2022     | Patrizia Barbieri | Indépendante  |         |
| 2022                                     | En cours | Katia Tarasconi   | PD            |         |
| Les données manquantes sont à compléter. |          |                   |               |         |

## Évolution démographique

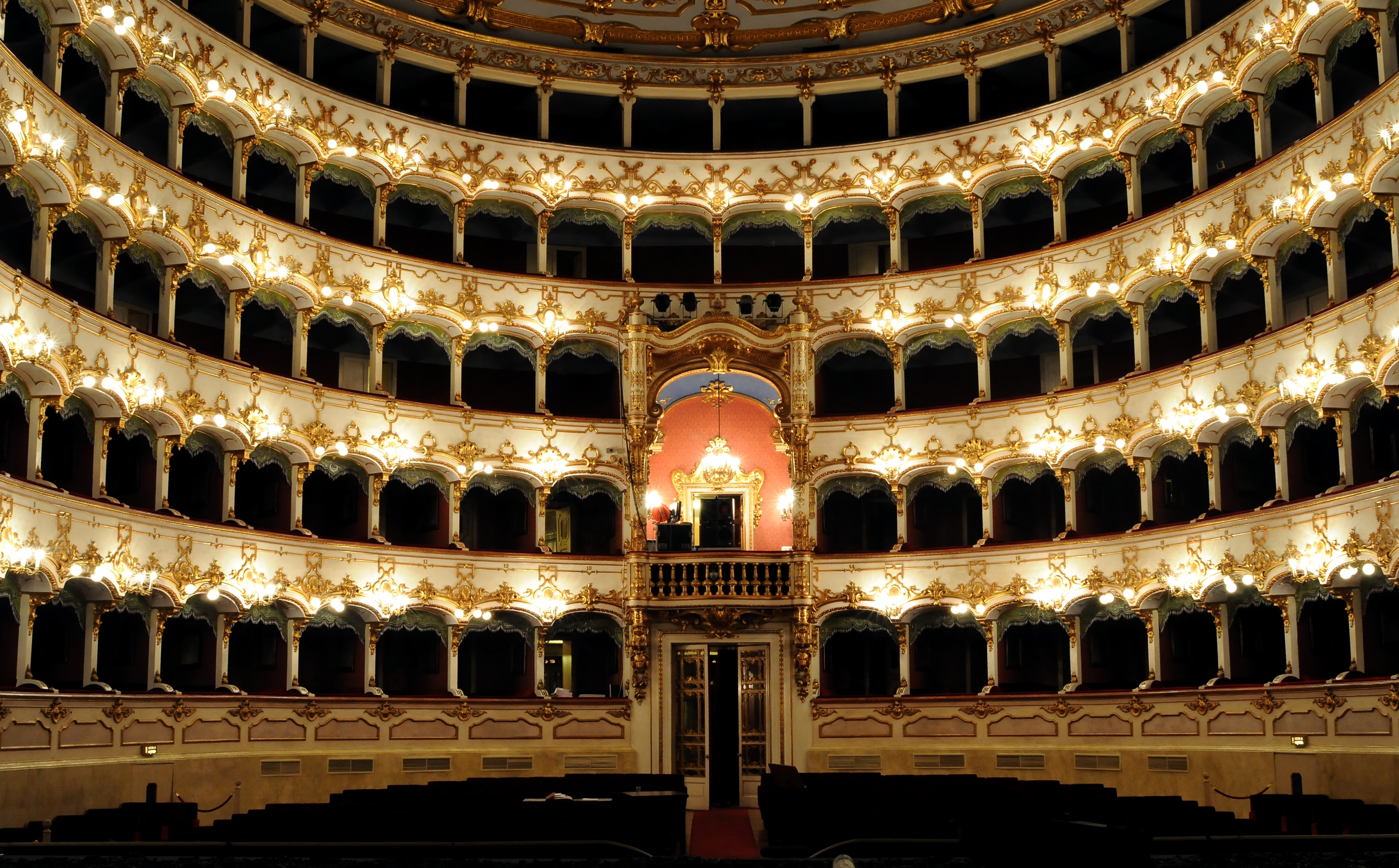
Le théâtre municipal, dédié à Giuseppe Verdi.

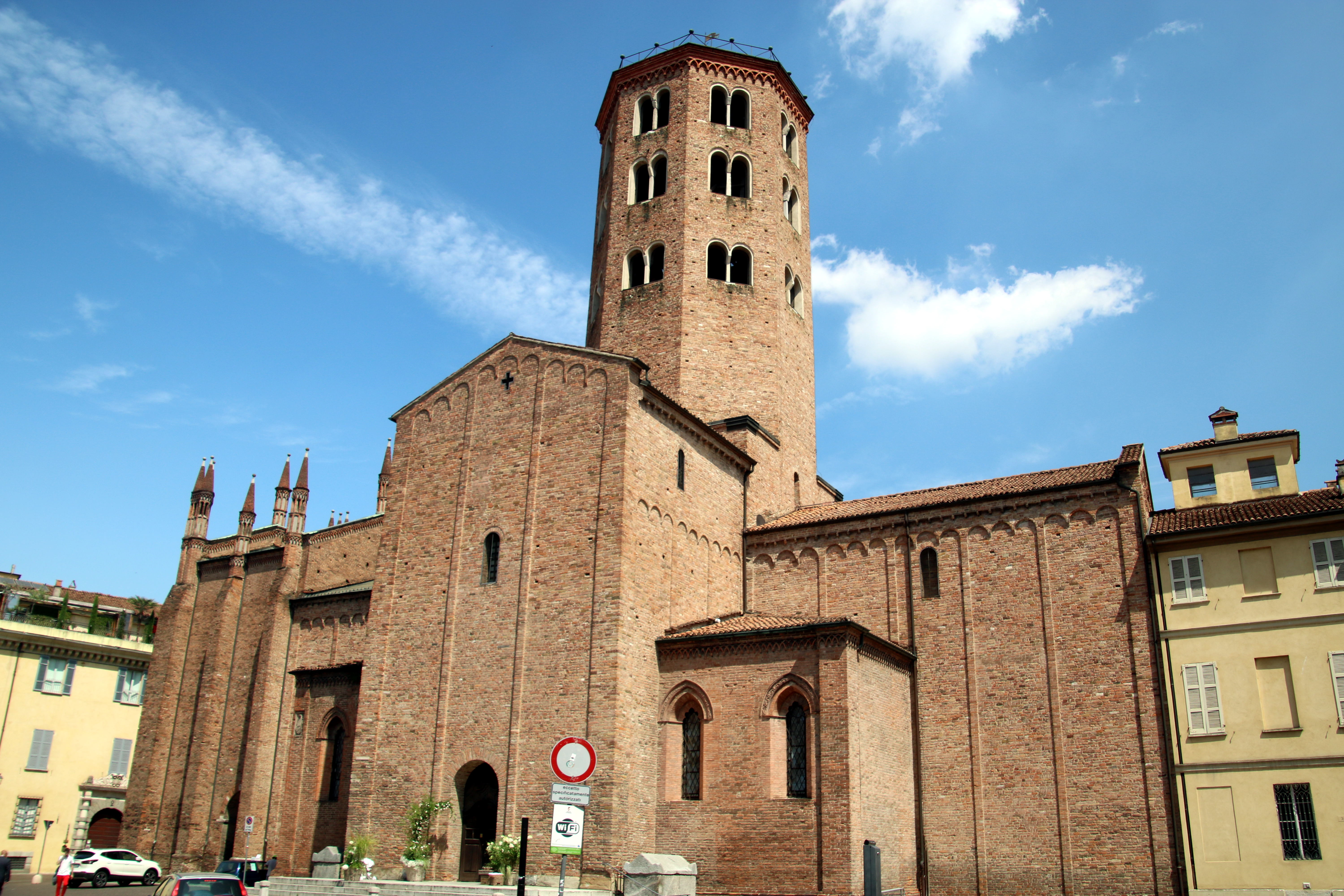
La basilique Saint-Antonin.

Habitants recensés

## Monuments
- Le palais communal, dit Palazzo Gotico
- Le palais Farnese, qui abrite le musée municipal d'archéologie qui expose, parmi ses collections, le particulier foie de Plaisance, objet en bronze destiné à la divination étrusque par hépatoscopie pratiquée par les haruspices.
- De nombreuses églises, parmi lesquelles la cathédrale il Duomo, de style roman, et la basilique  Santa Maria di Campagna, de style Renaissance.
- Le théâtre municipal
- La Piazza Cavalli
- Tombeau de Lothaire II de Lotharingie
- La galerie d'art moderne Ricci-Oddi
- La basilique di Sant'Antonino
- Le cimetière

## Sports
- Rugby à XV : Rugby Lyons Plaisance, Plaisance Rugby Club
- Football : Plaisance Calcio 1919
- Volley : Pallavolo Plaisance, River Volley

## Personnalités liées à la commune

### Politique
- Ranuce Anguissola, comte de Grassano (1752-1823), homme politique

### Musique
- Francesco Corselli (1705-1778), compositeur
- Domenico Ferrari (1722-1780), violoniste et compositeur
- Geminiano Giacomelli (1692-1740), compositeur
- Girolamo Parabosco (1524-1557), compositeur
- Sisto Reina (c.1623–1664), compositeur

### Religion
- Conrad de Plaisance (1290-1351), ermite du Tiers-Ordre franciscain
- Grégoire X (1210-1276), pape
- Francesco Landi Pietra (1687-1757), cardinal
- Louis Ier (1773-1803), roi d'Étrurie
- Giulio Maria della Somaglia (vers 1210-1276), cardinal
- Giorgio Valla (1447-1500), humaniste, auteur d'une encyclopédie
- Giulio Landi (1498-1579), littérateur italien
- Guillaume Vicedomino de Vicedominis (1744-1830), cardinal
- Giovanni Visconti, cardinal en 1275

### Sport
- Giuseppe Dordoni (1926-1998), champion olympique du 50 km marche
- Giorgio Armani (1934), styliste
- Filippo Inzaghi, footballeur international
- Simone Inzaghi (né en 1976), footballeur, entraineur de l'Inter Milan

### Art
- Júlia Sigmond (1929-2020), marionnettiste hongro-roumaine, autrice espérantiste et éditrice
- Marco Bellocchio (né en 1939), cinéaste italien.